# Fragile Tension / Hole to Feed
Fragile Tension / Hole to Feed este o piesă a formației britanice Depeche Mode. Piesa a apărut pe albumul Sounds of the Universe, în 2009. Piesa "Fragile Tension" a scris Martin Gore, și cântec "Hole to Feed" - Dave Gahan, Christian Eigner și Andrew Phillpott.

## Lista melodiilor
1. Fragile Tension (Radio Mix) - 3:26

2. Hole to Feed (Radio Mix) - 3:27

3. Come Back (Remix SixToes) - 4:56

4. Perfect (Ralphi & Craig Club Remix) - 8:49

5. Fragile Tension (Stephan Bodzin Remix) - 9:14

6. Hole to Feed (Paul Woolford's Easyfun Ethereal Disco Mix) - 9:24

7. Perfect (Roger Sanchez Club Mix) - 7:24

8. Fragile Tension (Solo Loves Panorama Remix) - 6:10

9. Hole to Feed (Popof Vocal Mix) - 8:42